# Adelheid Jäger
Adelheid Jäger (* 23. November 1952) ist eine deutsche Juristin. Sie war von 2002 bis 2015 Richterin am Bundesfinanzhof.

## Leben und Wirken
Jäger trat nach Abschluss ihrer juristischen Ausbildung 1978 in den höheren Dienst der Hessischen Finanzverwaltung ein. 1980 wechselte sie in die Verwaltungsgerichtsbarkeit des Landes Niedersachsen. Dort war sie bis 1989 Richterin am Verwaltungsgericht Oldenburg. Ende 1989 wechselte Jäger als Richterin an das Finanzgericht Bremen. 2001 wurde sie dort zur Vorsitzenden Richterin ernannt.
Nach ihrer Ernennung zur Richterin am Bundesfinanzhof im Oktober 2002 wies das Präsidium Jäger zunächst dem für Einkommensteuer betreffend Einkünfte aus Gewerbebetrieb und außergewöhnliche Belastungen sowie Investitionszulage und Tariffragen zuständigen III. Senat zu. Im Januar 2006 wurde sie Mitglied des VII. Senats, der neben Zoll- und Marktordnungsrecht in größerem Umfang für das Haftungs- und Vollstreckungsrecht sowie das allgemeine Recht der Abgabenordnung und das Steuerberatungsrecht zuständig ist. Mit Ablauf des 15. September 2015 trat Jäger in die Freistellungsphase der Altersteilzeit ein.